# Alan Ladd
Alan Walbridge Ladd (Hot Springs, Arkansas, 3 september 1913 – Palm Springs, Californië, 29 januari 1964) was een Amerikaans filmacteur.

## Biografie

### Vroege jaren
Ladd werd geboren als enig kind van de accountant Alan Ladd sr. en Ina Raleigh Ladd. Zijn vader overleed aan een hartaanval toen Alan vier jaar was en zijn moeder verhuisde naar Oklahoma City, waar ze trouwde met Jim Beavers, een werkloze huisschilder. Het gezin verhuisde opnieuw, ditmaal naar North Hollywood, Californië. Daar werd Ladd zwem- en duikkampioen op de middelbare school. Ladd was in die periode slechts 1.62 meter lang en kreeg de gehate bijnaam "Tiny" ("Kleine") mee; hoewel de rapporten over zijn lengte verschillen (1.65 - 1.68 meter), zou hij uiteindelijk niet groter dan 1.65 meter worden. Hij was gefascineerd door het schoolvak drama en dacht erover om acteur te worden. Hij opende zijn eigen hamburgerzaak die hij "Tiny's Patio" noemde, in reactie op zijn bijnaam. Hij was voor korte tijd werkzaam als timmerman in een studio (net als zijn stiefvader) en hij volgde lessen aan de acteerschool van Universal Pictures. Ook dit was echter voor een korte periode, omdat Universal meende dat Ladd te blond en te klein was, waarop hij kon vertrekken.
Met de intentie om te gaan acteren vond Ladd werk bij de radio, waar "te blond en te kort zijn" geen belemmering was voor een carrière. Zijn rijke bariton leverde hem al snel meer werk op.

### Carrière
Ladd was te zien in veel films waarin hij voornamelijk kleinere rollen had, waaronder Citizen Kane (1941). Met de meeste rollen had hij moeite om rond te komen. Zijn stiefvader overleed plotseling en zijn moeder, met wie hij een goede relatie had, pleegde zelfmoord door een arseen bevattende mierenpasta te eten. Ladd, die in zijn jeugd al last had van depressies, verloor met zijn moeder zijn grootste steun en toeverlaat en daarmee een van de weinige sterke steunen voor zijn zwakke eigenwaarde. Hij ergerde zich nog steeds aan de negatieve gevolgen die zijn lengte had voor zijn carrière en zijn zelfbeeld.

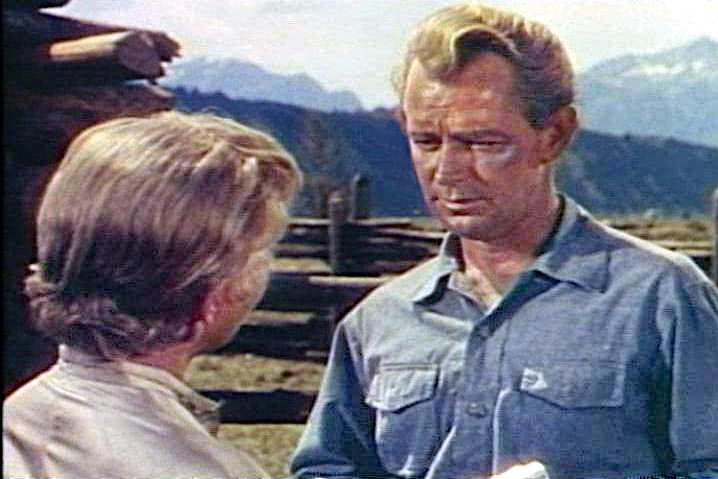
Alan Ladd met Jean Arthur in Shane (1953).

In deze periode ging Sue Carol voor zijn carrière zorgen. Zijn optreden als huurmoordenaar met een geweten zorgde voor een doorbraak. Hij ging door en werd een van de meest populaire sterren van Paramount Pictures. Zelfs een korte onderbreking vanwege militaire dienst deed zijn populariteit niet dalen. Er zijn nauwelijks betere films uit de jaren veertig te noemen dan This Gun for Hire, hoewel zijn rol in The Blue Dahlia (gebaseerd op de roman van Raymond Chandler) ook goed werd ontvangen. Hierin speelt Veronica Lake, met 1.57 meter eveneens klein van stuk, met wie hij vervolgens in meerdere films was te zien.
Ladd werd het meest bekend met zijn rol als de gunfighter in de western Shane uit 1953. Zijn leeftijd en de alcohol begonnen zijn optreden en privéleven aan te tasten. In 1962 overleed hij bijna aan een zelftoegediend geweerschot, dat men op verschillende manieren interpreteerde en probeerde uit te leggen.
In 1963 werkte hij mee aan The Carpetbaggers, een van de grootste filmproducties uit zijn carrière, waarin hij een bijrol had. Ladd overleed echter voordat de film werd uitgebracht.
Ladd overleed op 50-jarige leeftijd in Palm Springs, Californië aan de gevolgen van een overdosis alcohol en sedativa, mogelijk een poging tot zelfmoord. Hij werd begraven in het Forest Lawn Memorial Park in Glendale, Californië.
Voor zijn deelname aan de filmindustrie heeft Alan Ladd een ster gekregen op de Hollywood Walk of Fame in 1601 Vine Street.

### Privéleven
In 1942 trouwde Ladd met zijn manager Sue Carol, een voormalige actrice uit stomme films, die hem overleefde. Zijn zoon Alan Ladd jr., die hij met zijn eerste vrouw Midge Harrold kreeg, werd (uitvoerend) producent voor films en is de oprichter van The Ladd Company. Zijn andere zoon, acteur David Ladd, die als kind met zijn vader was te zien in The Proud Rebel, trouwde met actrice Cheryl Ladd, bekend als Kris Munroe uit de televisieserie Charly's Angels. Actrice Jordan Ladd is zijn kleinkind.

## Filmografie
Het betreft hier slechts een kleine selectie
- 1941 - Citizen Kane - Pijprokende verslaggever
- 1942 - The Glass Key - Ed Beaumont
- 1942 - This Gun for Hire - Philip Raven
- 1946 - The Blue Dahlia - Johnny Morrison
- 1949 - The Great Gatsby - Jay Gatsby
- 1953 - Shane - Shane
- 1954 - Hell Below Zero - Duncan Craig
- 1957 - Boy on a Dolphin - with Sophia Loren
- 1958 - The Proud Rebel - John Chandler
- 1959 - The Man in the Net - John Hamilton
- 1964 - The Carpetbaggers - Nevada Smith